# Bistum Barahona
Das Bistum Barahona (lat.: Dioecesis Barahonensis, span.: Diócesis de Barahona) ist eine in der Dominikanischen Republik gelegene römisch-katholische Diözese mit Sitz in Barahona. 

## Geschichte
Das Bistum Barahona wurde am 24. April 1976 durch Papst Paul VI. mit der Päpstlichen Bulle Ad Animarum aus Gebietsabtretungen des Bistums San Juan de la Maguana errichtet und dem Erzbistum Santo Domingo als Suffraganbistum unterstellt. 

## Bischöfe von Barahona
- Fabio Mamerto Rivas Santos SDB, 1976–1999
- Rafael Leónidas Felipe y Núñez, 1999–2015
- Andrés Napoleón Romero Cárdenas, seit 2015